# Efekt Błażki
Efekt Błażki - długookresowa zmienność krzywej blasku gwiazd zmiennych typu RR Lyrae, po raz pierwszy zauważona i opisana przez Siergieja Błażkę w 1907.
Kształt krzywej nie jest tak jednoznaczny jak w wielu innych typach gwiazd zmiennych. Gwiazda osiąga określoną jasność czasem wcześniej, a czasem później niż mogłoby to wynikać z dopasowywanej krzywej. Przyczyny zjawiska nie są znane, ale istnieje wiele hipotez na ten temat, według dwóch najbardziej popularnych efekt jest wywoływany nieliniowym rezonansem wewnątrz gwiazdy, według drugiej jest on powodowany przez pole magnetyczne gwiazdy będące pochylone względem osi obrotu.